# Constantin Daicoviciu

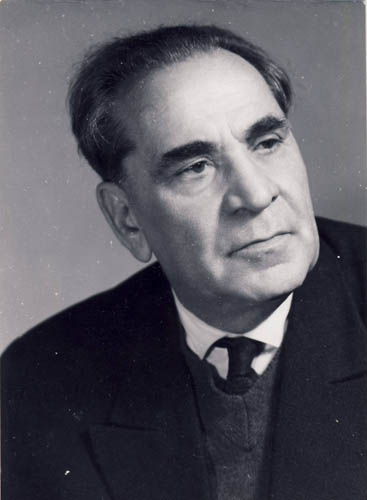
Constantin Daicoviciu.

Constantin Daicoviciu, född 1 mars 1898 i Căvăran, död 27 maj 1973 i Cluj, var en rumänsk historiker och arkeolog vid universitetet i Cluj-Napoca, chef för Institutet för antika studier.
Daicoviciu var f.d. reservofficer i den österrikisk-ungerska monarkin. Han var en av Rumäniens ledande experter på antiken. I Rumänien finns pro- och anti-roesslerska historiker. Daicoviciu ville tillbakavisa Roesslers teori.
- Trajanus utrotade inte dakerna.
- Alla romare följde inte med när Rom drog sig tillbaka 271.
- Det fanns en befolkning i området som överlevde alla invasioner, en blandad dako-romersk-slavisk befolkning.
- Rumänernas Balkanursprung är inte verifierbar. Varken vlach-ordet eller albanska lånord betyder något.

Rumänerna har enligt Daicoviciu sitt ursprung i två etniska element, en trakisk-dakisk-moesisk språkgrupp och romerska kolonister. På 600-talet assimilerades slaver varefter protorumänskan uppstod. 